# Liste der Monuments historiques in Chamarande
Die Liste der Monuments historiques in Chamarande führt die Monuments historiques in der französischen Gemeinde Chamarande auf.

## Liste der Bauwerke
| Bezeichnung       | Beschreibung | Standort | Kennzeichnung | Schutzstatus | Datum | Bild |
| ----------------- | ------------ | -------- | ------------- | ------------ | ----- | ---- |
| Schloss           |              | (Lage)   | PA00087855    | Inscrit      | 1921  |      |
| Kirche St-Quentin |              | (Lage)   | PA00087854    | Inscrit      | 1926  |      |

## Liste der Objekte
- Monuments historiques (Objekte) in Chamarande der Base Palissy des französischen Kultusministeriums